# 동티모르 축구 국가대표팀
동티모르 축구 국가대표팀(포르투갈어: Seleção Timorense de Futebol)은 동티모르를 대표하는 축구 국가대표팀으로 동티모르 축구 연맹에서 관리하고 있다. 아시아 전체에서도 최약체로 평가받는 팀들 중 하나로 2003년 3월 21일 스리랑카와의 2004년 AFC 아시안컵 예선 예비라운드 B조 1차전을 통해 국제 A매치 데뷔전을 치렀으며 본래 홈 구장은 동티모르 국립 경기장이지만 FIFA가 규정한 경기장 표준 규격 미달로 인해 현재까지도 FIFA 월드컵 예선과 AFC 아시안컵 예선 등의 국제 대회 홈 경기를 다른 국가의 경기장에서 치르고 있다.

## 국제 대회 경력

### AFC 아시안컵
2026년 FIFA 월드컵 아시아 지역 1차 예선 탈락팀 자격으로 출전한 2027년 AFC 아시안컵 예선 플레이오프에서 몽골을 1·2차전 합계 4-3으로 격파하며 동티모르 축구 역사상 첫 아시안컵 최종 예선 진출에 성공했으며 특히 1차전에서 4-1 대승을 거두며 아시안컵 예선 첫 승을 이뤄냈다.

### AFC 솔리대리티컵
2018년 FIFA 월드컵 아시아 지역 1차 예선 탈락팀 자격으로 2016년 초대 대회에 참가했지만 1무 1패·A조 최하위이자 7팀 중 전체 6위로 조별리그에서 탈락하면서 아시아 축구 최약체팀다운 모습을 보였다.

### 아세안 챔피언십
2004년 대회에 첫 출전을 시작으로 4번의 대회에 참가했지만 4번의 대회에서 모두 전패를 당했고 현재까지 4번의 대회에서 16전 전패로 대회 참가 11팀 중 꼴찌를 고수하며 동남아 최약체팀 이미지를 단단히 굳히고 있다.

## 대표팀 선수의 국적과 관련된 논란
2017년 1월 20일 아시아 축구 연맹(AFC)은 2018년 FIFA 월드컵 아시아 지역 1차 예선과 2019년 AFC 아시안컵 예선에  출전했던 브라질, 포르투갈, 앙골라 태생의 동티모르 대표팀 선수 12명의 출생증명서가 위조된 사실을 확인했다. 
이에 따라 아시아 축구 연맹과 국제 축구 연맹은  동티모르에 대해 몽골과의 1차 예선 2경기 모두 0-3 몰수패 처리시키고 이와 더불어 2023년 AFC 아시안컵 출전을 금지하는 징계 조치를 내리면서 결국 2027년 AFC 아시안컵에서부터 재출전이 가능해졌다.
그나마 몰수패 처리는 1차 예선 경기가 이미 다 끝난 후에 결정된 사항이기 때문에 동티모르의 원래 1차 예선 1·2차전 합계 5-1 승리로 인한 2차 예선 진출에는 전혀 문제가 되지 않았으나 2차 예선이 시작된 후 8경기 중 5경기에서 0-3 몰수패 처리되었고 이후 3경기에서도 단 1골도 넣지 못한 채 대패를 당했다. 
또한 아시아 축구 연맹은 동티모르 축구 연맹에 약 2240만원(20000 미국 달러)의 벌금을 부과했고 동티모르 축구 연맹 사무총장이었던 아만디우 데 아라우주 사르멘투(Amandio de Araujo Sarmento)에게는 3년 동안 축구 관련 활동 정지 및 약 340만원의 벌금을 부과하는 징계를 내렸다.
이후 2022년 FIFA 월드컵 아시아 지역 1차 예선을 통해 2회 연속 월드컵 아시아 지역 예선에 참가했지만 같은 동남아시아팀인 말레이시아를 상대로 1·2차전 합계 2-12로 대패했고 대만과의 2026년 FIFA 월드컵 아시아 지역 1차 예선에서도 1·2차전 합계 0-7로 대패하며 현재까지도 아시아 축구 최약체팀 이미지에서 벗어나지 못하고 있다.

## FIFA 월드컵
| FIFA 월드컵 본선 기록 | FIFA 월드컵 본선 기록        | FIFA 월드컵 본선 기록        | FIFA 월드컵 본선 기록        | FIFA 월드컵 본선 기록        | FIFA 월드컵 본선 기록        | FIFA 월드컵 본선 기록        | FIFA 월드컵 본선 기록        | FIFA 월드컵 본선 기록        | FIFA 월드컵 본선 기록        | FIFA 월드컵 예선 기록                       | FIFA 월드컵 예선 기록                       | FIFA 월드컵 예선 기록                       | FIFA 월드컵 예선 기록                       | FIFA 월드컵 예선 기록                       | FIFA 월드컵 예선 기록                       | FIFA 월드컵 예선 기록                       |
| 년도                  | 결과                         | 순위                         | 경기                         | 승                           | 무*                          | 패                           | 득점                         | 실점                         | 승점                         | 경기                                        | 승                                          | 무*                                         | 패                                          | 득점                                        | 실점                                        | 승점                                        |
| --------------------- | ---------------------------- | ---------------------------- | ---------------------------- | ---------------------------- | ---------------------------- | ---------------------------- | ---------------------------- | ---------------------------- | ---------------------------- | ------------------------------------------- | ------------------------------------------- | ------------------------------------------- | ------------------------------------------- | ------------------------------------------- | ------------------------------------------- | ------------------------------------------- |
| 1930년                | 독립 이전(포르투갈의 일부)   | 독립 이전(포르투갈의 일부)   | 독립 이전(포르투갈의 일부)   | 독립 이전(포르투갈의 일부)   | 독립 이전(포르투갈의 일부)   | 독립 이전(포르투갈의 일부)   | 독립 이전(포르투갈의 일부)   | 독립 이전(포르투갈의 일부)   | 독립 이전(포르투갈의 일부)   | 독립 이전(포르투갈의 일부)                  | 독립 이전(포르투갈의 일부)                  | 독립 이전(포르투갈의 일부)                  | 독립 이전(포르투갈의 일부)                  | 독립 이전(포르투갈의 일부)                  | 독립 이전(포르투갈의 일부)                  | 독립 이전(포르투갈의 일부)                  |
| 1934년                | 독립 이전(포르투갈의 일부)   | 독립 이전(포르투갈의 일부)   | 독립 이전(포르투갈의 일부)   | 독립 이전(포르투갈의 일부)   | 독립 이전(포르투갈의 일부)   | 독립 이전(포르투갈의 일부)   | 독립 이전(포르투갈의 일부)   | 독립 이전(포르투갈의 일부)   | 독립 이전(포르투갈의 일부)   | 독립 이전(포르투갈의 일부)                  | 독립 이전(포르투갈의 일부)                  | 독립 이전(포르투갈의 일부)                  | 독립 이전(포르투갈의 일부)                  | 독립 이전(포르투갈의 일부)                  | 독립 이전(포르투갈의 일부)                  | 독립 이전(포르투갈의 일부)                  |
| 1938년                | 독립 이전(포르투갈의 일부)   | 독립 이전(포르투갈의 일부)   | 독립 이전(포르투갈의 일부)   | 독립 이전(포르투갈의 일부)   | 독립 이전(포르투갈의 일부)   | 독립 이전(포르투갈의 일부)   | 독립 이전(포르투갈의 일부)   | 독립 이전(포르투갈의 일부)   | 독립 이전(포르투갈의 일부)   | 독립 이전(포르투갈의 일부)                  | 독립 이전(포르투갈의 일부)                  | 독립 이전(포르투갈의 일부)                  | 독립 이전(포르투갈의 일부)                  | 독립 이전(포르투갈의 일부)                  | 독립 이전(포르투갈의 일부)                  | 독립 이전(포르투갈의 일부)                  |
| 1950년                | 독립 이전(포르투갈의 일부)   | 독립 이전(포르투갈의 일부)   | 독립 이전(포르투갈의 일부)   | 독립 이전(포르투갈의 일부)   | 독립 이전(포르투갈의 일부)   | 독립 이전(포르투갈의 일부)   | 독립 이전(포르투갈의 일부)   | 독립 이전(포르투갈의 일부)   | 독립 이전(포르투갈의 일부)   | 독립 이전(포르투갈의 일부)                  | 독립 이전(포르투갈의 일부)                  | 독립 이전(포르투갈의 일부)                  | 독립 이전(포르투갈의 일부)                  | 독립 이전(포르투갈의 일부)                  | 독립 이전(포르투갈의 일부)                  | 독립 이전(포르투갈의 일부)                  |
| 1954년                | 독립 이전(포르투갈의 일부)   | 독립 이전(포르투갈의 일부)   | 독립 이전(포르투갈의 일부)   | 독립 이전(포르투갈의 일부)   | 독립 이전(포르투갈의 일부)   | 독립 이전(포르투갈의 일부)   | 독립 이전(포르투갈의 일부)   | 독립 이전(포르투갈의 일부)   | 독립 이전(포르투갈의 일부)   | 독립 이전(포르투갈의 일부)                  | 독립 이전(포르투갈의 일부)                  | 독립 이전(포르투갈의 일부)                  | 독립 이전(포르투갈의 일부)                  | 독립 이전(포르투갈의 일부)                  | 독립 이전(포르투갈의 일부)                  | 독립 이전(포르투갈의 일부)                  |
| 1958년                | 독립 이전(포르투갈의 일부)   | 독립 이전(포르투갈의 일부)   | 독립 이전(포르투갈의 일부)   | 독립 이전(포르투갈의 일부)   | 독립 이전(포르투갈의 일부)   | 독립 이전(포르투갈의 일부)   | 독립 이전(포르투갈의 일부)   | 독립 이전(포르투갈의 일부)   | 독립 이전(포르투갈의 일부)   | 독립 이전(포르투갈의 일부)                  | 독립 이전(포르투갈의 일부)                  | 독립 이전(포르투갈의 일부)                  | 독립 이전(포르투갈의 일부)                  | 독립 이전(포르투갈의 일부)                  | 독립 이전(포르투갈의 일부)                  | 독립 이전(포르투갈의 일부)                  |
| 1962년                | 독립 이전(포르투갈의 일부)   | 독립 이전(포르투갈의 일부)   | 독립 이전(포르투갈의 일부)   | 독립 이전(포르투갈의 일부)   | 독립 이전(포르투갈의 일부)   | 독립 이전(포르투갈의 일부)   | 독립 이전(포르투갈의 일부)   | 독립 이전(포르투갈의 일부)   | 독립 이전(포르투갈의 일부)   | 독립 이전(포르투갈의 일부)                  | 독립 이전(포르투갈의 일부)                  | 독립 이전(포르투갈의 일부)                  | 독립 이전(포르투갈의 일부)                  | 독립 이전(포르투갈의 일부)                  | 독립 이전(포르투갈의 일부)                  | 독립 이전(포르투갈의 일부)                  |
| 1966년                | 독립 이전(포르투갈의 일부)   | 독립 이전(포르투갈의 일부)   | 독립 이전(포르투갈의 일부)   | 독립 이전(포르투갈의 일부)   | 독립 이전(포르투갈의 일부)   | 독립 이전(포르투갈의 일부)   | 독립 이전(포르투갈의 일부)   | 독립 이전(포르투갈의 일부)   | 독립 이전(포르투갈의 일부)   | 독립 이전(포르투갈의 일부)                  | 독립 이전(포르투갈의 일부)                  | 독립 이전(포르투갈의 일부)                  | 독립 이전(포르투갈의 일부)                  | 독립 이전(포르투갈의 일부)                  | 독립 이전(포르투갈의 일부)                  | 독립 이전(포르투갈의 일부)                  |
| 1970년                | 독립 이전(포르투갈의 일부)   | 독립 이전(포르투갈의 일부)   | 독립 이전(포르투갈의 일부)   | 독립 이전(포르투갈의 일부)   | 독립 이전(포르투갈의 일부)   | 독립 이전(포르투갈의 일부)   | 독립 이전(포르투갈의 일부)   | 독립 이전(포르투갈의 일부)   | 독립 이전(포르투갈의 일부)   | 독립 이전(포르투갈의 일부)                  | 독립 이전(포르투갈의 일부)                  | 독립 이전(포르투갈의 일부)                  | 독립 이전(포르투갈의 일부)                  | 독립 이전(포르투갈의 일부)                  | 독립 이전(포르투갈의 일부)                  | 독립 이전(포르투갈의 일부)                  |
| 1974년                | 독립 이전(포르투갈의 일부)   | 독립 이전(포르투갈의 일부)   | 독립 이전(포르투갈의 일부)   | 독립 이전(포르투갈의 일부)   | 독립 이전(포르투갈의 일부)   | 독립 이전(포르투갈의 일부)   | 독립 이전(포르투갈의 일부)   | 독립 이전(포르투갈의 일부)   | 독립 이전(포르투갈의 일부)   | 독립 이전(포르투갈의 일부)                  | 독립 이전(포르투갈의 일부)                  | 독립 이전(포르투갈의 일부)                  | 독립 이전(포르투갈의 일부)                  | 독립 이전(포르투갈의 일부)                  | 독립 이전(포르투갈의 일부)                  | 독립 이전(포르투갈의 일부)                  |
| 1978년                | 독립 이전(인도네시아의 일부) | 독립 이전(인도네시아의 일부) | 독립 이전(인도네시아의 일부) | 독립 이전(인도네시아의 일부) | 독립 이전(인도네시아의 일부) | 독립 이전(인도네시아의 일부) | 독립 이전(인도네시아의 일부) | 독립 이전(인도네시아의 일부) | 독립 이전(인도네시아의 일부) | 독립 이전(인도네시아의 일부)                | 독립 이전(인도네시아의 일부)                | 독립 이전(인도네시아의 일부)                | 독립 이전(인도네시아의 일부)                | 독립 이전(인도네시아의 일부)                | 독립 이전(인도네시아의 일부)                | 독립 이전(인도네시아의 일부)                |
| 1982년                | 독립 이전(인도네시아의 일부) | 독립 이전(인도네시아의 일부) | 독립 이전(인도네시아의 일부) | 독립 이전(인도네시아의 일부) | 독립 이전(인도네시아의 일부) | 독립 이전(인도네시아의 일부) | 독립 이전(인도네시아의 일부) | 독립 이전(인도네시아의 일부) | 독립 이전(인도네시아의 일부) | 독립 이전(인도네시아의 일부)                | 독립 이전(인도네시아의 일부)                | 독립 이전(인도네시아의 일부)                | 독립 이전(인도네시아의 일부)                | 독립 이전(인도네시아의 일부)                | 독립 이전(인도네시아의 일부)                | 독립 이전(인도네시아의 일부)                |
| 1986년                | 독립 이전(인도네시아의 일부) | 독립 이전(인도네시아의 일부) | 독립 이전(인도네시아의 일부) | 독립 이전(인도네시아의 일부) | 독립 이전(인도네시아의 일부) | 독립 이전(인도네시아의 일부) | 독립 이전(인도네시아의 일부) | 독립 이전(인도네시아의 일부) | 독립 이전(인도네시아의 일부) | 독립 이전(인도네시아의 일부)                | 독립 이전(인도네시아의 일부)                | 독립 이전(인도네시아의 일부)                | 독립 이전(인도네시아의 일부)                | 독립 이전(인도네시아의 일부)                | 독립 이전(인도네시아의 일부)                | 독립 이전(인도네시아의 일부)                |
| 1990년                | 독립 이전(인도네시아의 일부) | 독립 이전(인도네시아의 일부) | 독립 이전(인도네시아의 일부) | 독립 이전(인도네시아의 일부) | 독립 이전(인도네시아의 일부) | 독립 이전(인도네시아의 일부) | 독립 이전(인도네시아의 일부) | 독립 이전(인도네시아의 일부) | 독립 이전(인도네시아의 일부) | 독립 이전(인도네시아의 일부)                | 독립 이전(인도네시아의 일부)                | 독립 이전(인도네시아의 일부)                | 독립 이전(인도네시아의 일부)                | 독립 이전(인도네시아의 일부)                | 독립 이전(인도네시아의 일부)                | 독립 이전(인도네시아의 일부)                |
| 1994년                | 독립 이전(인도네시아의 일부) | 독립 이전(인도네시아의 일부) | 독립 이전(인도네시아의 일부) | 독립 이전(인도네시아의 일부) | 독립 이전(인도네시아의 일부) | 독립 이전(인도네시아의 일부) | 독립 이전(인도네시아의 일부) | 독립 이전(인도네시아의 일부) | 독립 이전(인도네시아의 일부) | 독립 이전(인도네시아의 일부)                | 독립 이전(인도네시아의 일부)                | 독립 이전(인도네시아의 일부)                | 독립 이전(인도네시아의 일부)                | 독립 이전(인도네시아의 일부)                | 독립 이전(인도네시아의 일부)                | 독립 이전(인도네시아의 일부)                |
| 1998년                | 독립 이전(인도네시아의 일부) | 독립 이전(인도네시아의 일부) | 독립 이전(인도네시아의 일부) | 독립 이전(인도네시아의 일부) | 독립 이전(인도네시아의 일부) | 독립 이전(인도네시아의 일부) | 독립 이전(인도네시아의 일부) | 독립 이전(인도네시아의 일부) | 독립 이전(인도네시아의 일부) | 독립 이전(인도네시아의 일부)                | 독립 이전(인도네시아의 일부)                | 독립 이전(인도네시아의 일부)                | 독립 이전(인도네시아의 일부)                | 독립 이전(인도네시아의 일부)                | 독립 이전(인도네시아의 일부)                | 독립 이전(인도네시아의 일부)                |
| 2002년                | 독립 이전(인도네시아의 일부) | 독립 이전(인도네시아의 일부) | 독립 이전(인도네시아의 일부) | 독립 이전(인도네시아의 일부) | 독립 이전(인도네시아의 일부) | 독립 이전(인도네시아의 일부) | 독립 이전(인도네시아의 일부) | 독립 이전(인도네시아의 일부) | 독립 이전(인도네시아의 일부) | 독립 이전(인도네시아의 일부)                | 독립 이전(인도네시아의 일부)                | 독립 이전(인도네시아의 일부)                | 독립 이전(인도네시아의 일부)                | 독립 이전(인도네시아의 일부)                | 독립 이전(인도네시아의 일부)                | 독립 이전(인도네시아의 일부)                |
| 2006년                | 없음                         | 없음                         | 없음                         | 없음                         | 없음                         | 없음                         | 없음                         | 없음                         | 없음                         | 없음                                        | 없음                                        | 없음                                        | 없음                                        | 없음                                        | 없음                                        | 없음                                        |
| 2010년                | 예선 탈락                    | 예선 탈락                    | 예선 탈락                    | 예선 탈락                    | 예선 탈락                    | 예선 탈락                    | 예선 탈락                    | 예선 탈락                    | 예선 탈락                    | 2                                           | 0                                           | 0                                           | 2                                           | 3                                           | 11                                          | 0                                           |
| 2014년                | 예선 탈락                    | 예선 탈락                    | 예선 탈락                    | 예선 탈락                    | 예선 탈락                    | 예선 탈락                    | 예선 탈락                    | 예선 탈락                    | 예선 탈락                    | 2                                           | 0                                           | 0                                           | 2                                           | 1                                           | 7                                           | 0                                           |
| 2018년                | 예선 탈락                    | 예선 탈락                    | 예선 탈락                    | 예선 탈락                    | 예선 탈락                    | 예선 탈락                    | 예선 탈락                    | 예선 탈락                    | 예선 탈락                    | 8                                           | 0                                           | 0                                           | 8                                           | 0                                           | 44                                          | 0                                           |
| 2022년                | 예선 탈락                    | 예선 탈락                    | 예선 탈락                    | 예선 탈락                    | 예선 탈락                    | 예선 탈락                    | 예선 탈락                    | 예선 탈락                    | 예선 탈락                    | 2                                           | 0                                           | 0                                           | 2                                           | 2                                           | 12                                          | 0                                           |
| 2026년                | 예선 탈락                    | 예선 탈락                    | 예선 탈락                    | 예선 탈락                    | 예선 탈락                    | 예선 탈락                    | 예선 탈락                    | 예선 탈락                    | 예선 탈락                    | 2                                           | 0                                           | 0                                           | 2                                           | 0                                           | 7                                           | 0                                           |
| 합계                  |                              |                              |                              |                              |                              |                              |                              |                              |                              | 16                                          | 0                                           | 0                                           | 16                                          | 6                                           | 81                                          | 0                                           |
| 순위                  |                              |                              |                              |                              |                              |                              |                              |                              |                              | 월드컵 예선 승점 순위 : 189위 (아시아 41위) | 월드컵 예선 승점 순위 : 189위 (아시아 41위) | 월드컵 예선 승점 순위 : 189위 (아시아 41위) | 월드컵 예선 승점 순위 : 189위 (아시아 41위) | 월드컵 예선 승점 순위 : 189위 (아시아 41위) | 월드컵 예선 승점 순위 : 189위 (아시아 41위) | 월드컵 예선 승점 순위 : 189위 (아시아 41위) |

## AFC 아시안컵
- 1956년 ~ 1976년 - 독립 이전 (포르투갈의 지배)
- 1980년 ~ 2000년 - 독립 이전 (인도네시아의 지배)
- 2004년 - 예선 탈락
- 2007년 ~ 2015년 - AFC 챌린지컵 배정
- 2019년 - 예선 탈락
- 2023년 - 출전 금지
- 2027년 - 미정

### AFC 아시안컵 (예선)
| AFC 아시안컵 예선 기록 | AFC 아시안컵 예선 기록        | AFC 아시안컵 예선 기록        | AFC 아시안컵 예선 기록        | AFC 아시안컵 예선 기록        | AFC 아시안컵 예선 기록        | AFC 아시안컵 예선 기록        | AFC 아시안컵 예선 기록        |
| 년도                   | 경기                          | 승                            | 무*                           | 패                            | 득점                          | 실점                          | 승점                          |
| ---------------------- | ----------------------------- | ----------------------------- | ----------------------------- | ----------------------------- | ----------------------------- | ----------------------------- | ----------------------------- |
| 1956년                 | 독립 이전 (포르투갈의 지배)   | 독립 이전 (포르투갈의 지배)   | 독립 이전 (포르투갈의 지배)   | 독립 이전 (포르투갈의 지배)   | 독립 이전 (포르투갈의 지배)   | 독립 이전 (포르투갈의 지배)   | 독립 이전 (포르투갈의 지배)   |
| 1960년                 | 독립 이전 (포르투갈의 지배)   | 독립 이전 (포르투갈의 지배)   | 독립 이전 (포르투갈의 지배)   | 독립 이전 (포르투갈의 지배)   | 독립 이전 (포르투갈의 지배)   | 독립 이전 (포르투갈의 지배)   | 독립 이전 (포르투갈의 지배)   |
| 1964년                 | 독립 이전 (포르투갈의 지배)   | 독립 이전 (포르투갈의 지배)   | 독립 이전 (포르투갈의 지배)   | 독립 이전 (포르투갈의 지배)   | 독립 이전 (포르투갈의 지배)   | 독립 이전 (포르투갈의 지배)   | 독립 이전 (포르투갈의 지배)   |
| 1968년                 | 독립 이전 (포르투갈의 지배)   | 독립 이전 (포르투갈의 지배)   | 독립 이전 (포르투갈의 지배)   | 독립 이전 (포르투갈의 지배)   | 독립 이전 (포르투갈의 지배)   | 독립 이전 (포르투갈의 지배)   | 독립 이전 (포르투갈의 지배)   |
| 1972년                 | 독립 이전 (포르투갈의 지배)   | 독립 이전 (포르투갈의 지배)   | 독립 이전 (포르투갈의 지배)   | 독립 이전 (포르투갈의 지배)   | 독립 이전 (포르투갈의 지배)   | 독립 이전 (포르투갈의 지배)   | 독립 이전 (포르투갈의 지배)   |
| 1976년                 | 독립 이전 (포르투갈의 지배)   | 독립 이전 (포르투갈의 지배)   | 독립 이전 (포르투갈의 지배)   | 독립 이전 (포르투갈의 지배)   | 독립 이전 (포르투갈의 지배)   | 독립 이전 (포르투갈의 지배)   | 독립 이전 (포르투갈의 지배)   |
| 1980년                 | 독립 이전 (인도네시아의 지배) | 독립 이전 (인도네시아의 지배) | 독립 이전 (인도네시아의 지배) | 독립 이전 (인도네시아의 지배) | 독립 이전 (인도네시아의 지배) | 독립 이전 (인도네시아의 지배) | 독립 이전 (인도네시아의 지배) |
| 1984년                 | 독립 이전 (인도네시아의 지배) | 독립 이전 (인도네시아의 지배) | 독립 이전 (인도네시아의 지배) | 독립 이전 (인도네시아의 지배) | 독립 이전 (인도네시아의 지배) | 독립 이전 (인도네시아의 지배) | 독립 이전 (인도네시아의 지배) |
| 1988년                 | 독립 이전 (인도네시아의 지배) | 독립 이전 (인도네시아의 지배) | 독립 이전 (인도네시아의 지배) | 독립 이전 (인도네시아의 지배) | 독립 이전 (인도네시아의 지배) | 독립 이전 (인도네시아의 지배) | 독립 이전 (인도네시아의 지배) |
| 1992년                 | 독립 이전 (인도네시아의 지배) | 독립 이전 (인도네시아의 지배) | 독립 이전 (인도네시아의 지배) | 독립 이전 (인도네시아의 지배) | 독립 이전 (인도네시아의 지배) | 독립 이전 (인도네시아의 지배) | 독립 이전 (인도네시아의 지배) |
| 1996년                 | 독립 이전 (인도네시아의 지배) | 독립 이전 (인도네시아의 지배) | 독립 이전 (인도네시아의 지배) | 독립 이전 (인도네시아의 지배) | 독립 이전 (인도네시아의 지배) | 독립 이전 (인도네시아의 지배) | 독립 이전 (인도네시아의 지배) |
| 2000년                 | 독립 이전 (인도네시아의 지배) | 독립 이전 (인도네시아의 지배) | 독립 이전 (인도네시아의 지배) | 독립 이전 (인도네시아의 지배) | 독립 이전 (인도네시아의 지배) | 독립 이전 (인도네시아의 지배) | 독립 이전 (인도네시아의 지배) |
| 2004년                 | 2                             | 0                             | 0                             | 2                             | 2                             | 6                             | 0                             |
| 2007년                 | AFC 챌린지컵 배정             | AFC 챌린지컵 배정             | AFC 챌린지컵 배정             | AFC 챌린지컵 배정             | AFC 챌린지컵 배정             | AFC 챌린지컵 배정             | AFC 챌린지컵 배정             |
| 2011년                 | AFC 챌린지컵 배정             | AFC 챌린지컵 배정             | AFC 챌린지컵 배정             | AFC 챌린지컵 배정             | AFC 챌린지컵 배정             | AFC 챌린지컵 배정             | AFC 챌린지컵 배정             |
| 2015년                 | AFC 챌린지컵 배정             | AFC 챌린지컵 배정             | AFC 챌린지컵 배정             | AFC 챌린지컵 배정             | AFC 챌린지컵 배정             | AFC 챌린지컵 배정             | AFC 챌린지컵 배정             |
| 2019년                 | 14                            | 2                             | 2                             | 10                            | 9                             | 47                            | 8                             |
| 2023년                 | 출전 금지                     | 출전 금지                     | 출전 금지                     | 출전 금지                     | 출전 금지                     | 출전 금지                     | 출전 금지                     |
| 2027년                 | 진행중(플레이오프 예선 전환)  | 진행중(플레이오프 예선 전환)  | 진행중(플레이오프 예선 전환)  | 진행중(플레이오프 예선 전환)  | 진행중(플레이오프 예선 전환)  | 진행중(플레이오프 예선 전환)  | 진행중(플레이오프 예선 전환)  |
| 합계                   | 16                            | 2                             | 2                             | 12                            | 11                            | 53                            | 8                             |

## 동남아시아 축구 선수권 대회
| AFF 스즈키컵 기록 | AFF 스즈키컵 기록 | AFF 스즈키컵 기록 | AFF 스즈키컵 기록 | AFF 스즈키컵 기록 | AFF 스즈키컵 기록 | AFF 스즈키컵 기록 | AFF 스즈키컵 기록 | AFF 스즈키컵 기록 |
| 년도              | 순위              | 경기              | 승                | 무*               | 패                | 득점              | 실점              | 승점              |
| ----------------- | ----------------- | ----------------- | ----------------- | ----------------- | ----------------- | ----------------- | ----------------- | ----------------- |
| 1996년            | 독립 이전         | 독립 이전         | 독립 이전         | 독립 이전         | 독립 이전         | 독립 이전         | 독립 이전         | 독립 이전         |
| 1998년            | 독립 이전         | 독립 이전         | 독립 이전         | 독립 이전         | 독립 이전         | 독립 이전         | 독립 이전         | 독립 이전         |
| 2000년            | 독립 이전         | 독립 이전         | 독립 이전         | 독립 이전         | 독립 이전         | 독립 이전         | 독립 이전         | 독립 이전         |
| 2002년            | 없음              | 없음              | 없음              | 없음              | 없음              | 없음              | 없음              | 없음              |
| 2004년            | 예선탈락          | 4                 | 0                 | 0                 | 4                 | 2                 | 18                | 0                 |
| 2007년            | 진출 실패         | 진출 실패         | 진출 실패         | 진출 실패         | 진출 실패         | 진출 실패         | 진출 실패         | 진출 실패         |
| 2008년            | 진출 실패         | 진출 실패         | 진출 실패         | 진출 실패         | 진출 실패         | 진출 실패         | 진출 실패         | 진출 실패         |
| 2010년            | 진출 실패         | 진출 실패         | 진출 실패         | 진출 실패         | 진출 실패         | 진출 실패         | 진출 실패         | 진출 실패         |
| 2012년            | 진출 실패         | 진출 실패         | 진출 실패         | 진출 실패         | 진출 실패         | 진출 실패         | 진출 실패         | 진출 실패         |
| 2014년            | 진출 실패         | 진출 실패         | 진출 실패         | 진출 실패         | 진출 실패         | 진출 실패         | 진출 실패         | 진출 실패         |
| 2016년            | 진출 실패         | 진출 실패         | 진출 실패         | 진출 실패         | 진출 실패         | 진출 실패         | 진출 실패         | 진출 실패         |
| 합계              | 1회 진출(1/5)     | 4                 | 0                 | 0                 | 4                 | 2                 | 18                | 0                 |

## AFC 솔리대리티컵
| AFC 솔리대리티컵 기록 | AFC 솔리대리티컵 기록 | AFC 솔리대리티컵 기록 | AFC 솔리대리티컵 기록 | AFC 솔리대리티컵 기록 | AFC 솔리대리티컵 기록 | AFC 솔리대리티컵 기록 | AFC 솔리대리티컵 기록 | AFC 솔리대리티컵 기록 | AFC 솔리대리티컵 기록 |
| 년도                  | 결과                  | 순위                  | 경기                  | 승                    | 무*                   | 패                    | 득점                  | 실점                  | 승점                  |
| --------------------- | --------------------- | --------------------- | --------------------- | --------------------- | --------------------- | --------------------- | --------------------- | --------------------- | --------------------- |
| 2016년                | 조별리그              | 6위                   | 2                     | 0                     | 1                     | 1                     | 0                     | 4                     | 1                     |
| 합계                  | 1회 출전(1/1)         | 조별리그(1회)         | 2                     | 0                     | 1                     | 1                     | 0                     | 4                     | 1                     |

## 주요 선수
- 앙기수 바르보사
- 조세 폰세카
- 엔리케 크루즈
- 나타니엘 헤이스
- 아데
- 하무스 막산체스
- 후피누 가마
- 아비그마스
- 빅토르
- 주앙 페드루